# Ścieżka prochowa

Schemat zapalnika czasowego granatu ręcznego; primer - spłonka, wick (dosł. "knot") - opóźniająca ścieżka prochowa, detonator - detonator

Ścieżka prochowa – masa prochu, zazwyczaj prochu czarnego lub innej mieszaniny pirotechnicznej, wydzielającej przy spalaniu minimalną ilość gazów, zaprasowana w rurce lub rowku pierścienia nastawczego w zapalniku. Służy do opóźnienia detonacji o zadaną długość czasu (wyznaczaną czasem palenia się ścieżki). Czasami stosowana też w urządzeniach służących do samolikwidacji pocisku, który nie trafił w cel.